# Мартин Рит
Мартин Рит (на английски: Martin Ritt) е американски режисьор и актьор. 

## Биография
Мартин Рит е роден на 2 март 1914 година в Манхатън, Ню Йорк, в семейството на евреи имигранти.  Завършва гимназия DeWitt Clinton в Бронкс. 
Рит първоначално посещава и играе футбол за Elon College в Северна Каролина. Ярките контрасти на Юга от епохата на депресията срещу възпитанието му в Ню Йорк вдъхват у него страст да изразява борбите на неравенство, което е очевидно във филмите, които режисира. 
След като напуска университета Сейнт Джон, Рит намира работа в театрална група и започва да играе в пиеси. Първото му изпълнение е като Краун в „Порги и Бес“. След като представянето му привлича благоприятни отзиви, Рит заключава, че може „да бъде щастлив само в театъра“.

### Кариера
Мартин Рит се запознава с Елия Казан в Group Theater в Ню Йорк, Казан избира Рит за дубльор в пиесата му „Златно момче“. Рит продължава връзката си с Казан повече от десетилетие, като по-късно помага и понякога замества Казан в The Actors Studio.  Той става един от малкото доживотни членове на Студиото. 
По време на Втората световна война Рит служи във военновъздушните сили на американската армия и се появява като актьор в бродуейската пиеса и филма „Крилата победа“ на военновъздушните сили.
Работи като драматург в WPA, играе на сцена и режисира стотици пиеси, Рит става успешен телевизионен режисьор и продуцент.
През 1952 г. Рит е заловен от Red Scare и разследван за комунистическо влияние в Холивуд и филмовата индустрия. Въпреки че не е директно посочен от Комитета за антиамерикански дейности (HUAC), Рит е споменат в антикомунистически бюлетин, наречен Counterattack, публикуван от American Business Consultants, група, създадена от трима бивши агенти на ФБР. Той е включен в черния списък от телевизионната индустрия, когато бакалин от Сиракюз го обвинява в даряване на пари на комунистически Китай през 1951 г. Той се издържа пет години, като преподава в Actors Studio. 
Тъй като не може да работи в телевизионната индустрия, Рит се завръща в театъра за няколко години. До 1956 г. интензивността на Червената заплаха намалява и той се насочва към филмовата режисура. Първият му филм като режисьор е „Края на града“ (1957), важен филм за Рит и възможност да изрази своите преживявания. Базиран на историята на профсъюзен докерски работник, който е изправен пред сплашване от корумпиран шеф, филмът включва много теми, които са повлияли на Рит през годините: корупция, расизъм, сплашване на индивида от групата, защита на индивида срещу потисничеството на правителството и най-вече изкупителното качество на милостта и стойността на защитата на другите от злото, дори с цената на жертване на собствената репутация, кариера или живот.
Рит продължава да режисира още 25 филма. Продуцентът Джери Уолд го назначава да режисира „Без авансово плащане“ (1957) с Джоан Удуърд. По-късно Уолд използва Рит за две адаптации на романите на Уилям Фокнър, и двата филма са с Удуърд „Дългото, горещо лято“ (1958) с Пол Нюман, голям хит, и „Звукът и яростта“ (1959) с Юл Бринър.
Междувременно Рит режисира „Черната орхидея“ (1958) в Парамаунт, а след това прави „5 маркови жени“ (1960) в Европа. Рит режисира „Парижки блус“ (1961) с Удуърд и Нюман. Прави още един филм с Уолд, „Приключенията на младия Хемингуей“ (1962). Рит и Нюман имат голям успех с „Хъд“ (1963).
Филмът „Престъплението“ (1964) на Рит е американски преразказ на филма „Рашомон“ на Акира Куросава с участието на Лорънс Харви, Пол Нюман, Клеър Блум, Едуард Робинсън, Хауърд да Силва и Уилям Шатнър. Подобно на филма на Куросава, Рит използва ретроспекции в своя филм.  Пол Нюман хареса тази роля. Той пътува до Мексико и прекарва известно време в разговори с местните жители, за да проучи акцентите. Нюман харесва, че разказът на филма включва различни гледни точки.  Рит режисира „Шпионинът, който дойде от студа“ (1965) с Ричард Бъртън, след това още един филм с Нюман „Омбре“ (1967). Той завършва 1960-те години с „Братството“ (1968).
През 1970-те години Рит печели признание за филми като „Моли Магуайърс“ (1970), „Голямата бяла надежда“ (1970), филмът носи номинации за „Оскар“ на Джеймс Ърл Джоунс и Джейн Александър, „Sounder“ (1972), „Пийт и Тили“ (1972). ) и „Конрак“ (1974) по автобиографичния роман на Пат Конрой.
След като Уорнър Брос Пикчърс предоставя филмовите права на „Рамбо: Първа кръв“ през 1973 г., Рит е нает да режисира по сценарий на Уолтър Нюман, включващ Пол Нюман като Джон Рамбо и Робърт Мичъм като шериф Уил Тийзъл. Въпреки това неговата версия на филма не е направена. 
Рит завършва 1970-те години със „Сянката на Кейси“ (1978) и „Норма Рей“ (1979), Сали Фийлд печели „Оскар“ за най-добра женска роля.
През 1980-те години Рит прави „Задни пътища“ (1981) със Сали Фийлд и „Крос Крийк“ (1983), филмът е номиниран за четири „Оскара“, включително за най-добра актриса в поддържаща роля на Алфри Уудард и най-добър актьор в поддържаща роля Рип Торн. Той режисира „Романсът на Мърфи“ (1985), с участието на Сали Фийлд.
През 1987 г. Рит отново използва обширни техники за ретроспекция и нелинейно разказване на истории във филма „Глупости“,  базиран на едноименната пиеса, написана от Том Топор.  Филмът е смятан за разочарование в боксофиса по отношение на бюджета си, въпреки че всъщност не губи пари.
Последният филм на Рит е „Стенли и Айрис“ (1990).

### Персонален живот
Мартин Рит се жени през 1942 година за Адел Рит. Той и съпругата му Адел имат дъщеря, филмов продуцент Мартина Вернеранд, и син Майкъл. 

### Смърт
Мартин Рит почива от сърдечно заболяване на 76-годишна възраст в Санта Моника, Калифорния, на 8 декември 1990 г. 

## Избрана филмография
| Година | Филм                            | Оригинално заглавие               |
| ------ | ------------------------------- | --------------------------------- |
| 1965   | Шпионинът, който дойде от студа | The Spy Who Came in from the Cold |